# Ok, You’re Right
Ok, You're Right – pierwszy promo singiel amerykańskiego rapera 50 Centa z czwartego albumu, Before I Self Destruct. Utwór ten również pojawia się na mixtapie War Angel LP oraz na mixtapie The Swine Flu, rapera Tony’ego Yayo.

## Lista utworów
1. "OK, You're Right" (album version) - (3:04)

## Notowania
| Notowanie (2009)                                  | Kraj              | Pozycja |
| ------------------------------------------------- | ----------------- | ------- |
| U.S. Billboard Bubbling Under R&B/Hip-Hop Singles | Stany Zjednoczone | 1       |